# 広瀬巌 (柔道)
広瀬 巌（ひろせ いわお、1915年12月15日 - 1982年10月11日）は、日本の柔道家（講道館九段）。
身長170cmに満たない小柄な体格ながら、戦前の明治神宮競技大会、昭和天覧試合、日本選士権大会、全日本東西対抗大会、戦後の全日本選手権大会等の主要大会で永く活躍。後に大阪府警察の柔道師範として後進の指導に当たり、今日の府警柔道の礎を築いた。

## 経歴
宮崎県出身。身長150cm・体重70kgの小躯ながら支釣込足や巴投、肩車の名手として名を馳せた尾崎伊助8段に柔道の手ほどきを受け、旧制都城中学校（のちの県立都城泉ヶ丘高校）を経て武徳会武道専門学校に進学すると、磯貝一や田畑昇太郎ら範士、阿部謙四郎等の先輩に学び、終生の得意技となる払腰・釣込腰・一本背負投等に磨きをかけた。同時に1932年7月付で講道館へも入門し、同年10月初段、1934年2月に2段を許された。
以後は講道館を離れ、1937年10月の第9回明治神宮競技大会（大学高専の部）に出場すると、決勝戦で拓殖大学の木村政彦に惜敗したものの“京都に広瀬あり”と一躍その名を知らしめ、翌38年に宮内省済寧館で開催された武道大会では5段の部優勝、同年10月の第8回全日本選士権大会でも専門の部で3位入賞を果たした。武専助手時代の1940年には皇紀2600年を奉祝する大会が全国で相次いで開催されており、2月に郷里・宮崎の宮崎神宮西外苑で宮崎県奉祝会主催のもと執り行われた第2回全日本東西対抗大会に西軍最上位で出場した広瀬は、東軍の巨漢・玉城盛源5段（身長188cm・体重98kg、のち講道館9段・沖縄県柔道連盟会長）との体格差をものともせず引き分けに持ち込んだ。
4月7日に橿原神宮外苑特設会場で開催の奉納全国武道大会（朝日新聞社主催）には関西軍7将として出場し、関東軍の遊田常義5段と引き分け、外地軍の森良雄5段には小内返で一本勝を収めた。
6月に宮内省主催で開催された奉祝天覧武道大会には当時の武道家の最高栄誉とされる指定選士として出場を果たし、初戦で満州建国大学助教授の万田勝6段に払釣込足で一本勝、2回戦で蟹挟の名人・田代文衛5段に優勢勝、3回戦で早稲田大学の尾崎稲穂5段に一本背負投で一本勝と順当に勝ち上がった。準決勝戦の木村政彦5段との試合は木村の大外刈と広瀬の払腰とで激しく攻め合った挙句、木村6度目の大外刈が決まって一本負を喫し、広瀬はあと一歩の所で決勝戦進出を逃した。
| 段位 | 年月日               | 年齢                 |
| ---- | -------------------- | -------------------- |
| 入門 | 1932年7月18日        | 16歳                 |
| 初段 | 1932年10月18日       | 16歳                 |
| 2段  | 1934年2月28日        | 18歳                 |
| 3段  | 大日本武徳会にて取得 | 大日本武徳会にて取得 |
| 4段  | 〃                   | 〃                   |
| 5段  | 〃                   | 〃                   |
| 6段  | 1943年1月10日        | 27歳                 |
| 7段  | 1948年5月8日         | 32歳                 |
| 8段  | 1959年5月7日         | 43歳                 |
| 9段  | 1982年               |                      |

大会開催方式が大幅に変更された1941年4月の第10回日本選士権大会には大阪府警の警察官として専門の部に出場し、4回戦で武専の2年先輩である伊藤徳治5段を背負投、準決勝戦で愛甲敏人5段を同じく背負投、決勝戦では斉藤三郎5段を大外刈にそれぞれ沈めて、絶対王者・木村政彦の欠場ながら終に柔道日本一の栄冠を得た。
戦後も全日本大会には2度出場し、1950年は吉松義彦6段や醍醐敏郎6段らを破って決勝戦では前年覇者の石川隆彦7段と時間一杯20分を争った。試合終了間際の石川の大外刈に体を崩し、ポイントこそ奪われなかったものの優劣がハッキリと現れ判定負を喫した。
翌51年大会は3回戦で同じく石川7段と顔を合わせ、またも判定負。但し、この試合を観戦していた石黒敬七は大会論評で「広瀬君が背負投を掛け損じた時に石川君が背後から絞技に転じた点をやや優勢と認めたようだが、その他の立技に関しては広瀬君の方がむしろ攻勢だったように思う」と述べるなど、2人の実力は優劣付け難いレベルであった事が窺える。
指導歴としては、武専を卒業後も同校に留まって助手・助教授・教授を務める傍ら京都府立医科大学や大阪帝国大学、和歌山高等商業学校にて、後には大阪市立大学、府立寝屋川高校のほかニュージャパン柔道協会ならびに久保田鉄工所で柔道師範を務めた。
大阪市警では浜野正平や、同じく武専出の伊藤徳治、山本博らと共に後進の指導に当たり、府警首席師範を辞した後は近畿管区の警察学校教授に任ぜられた。1964年の東京五輪では審判員を務め、1974年には全日本柔道連盟の4代目国際試合強化委員長に就任。
また、自身の段位は1943年1月に武徳会6段に昇段した後に講道館へ編入し、戦後は1948年5月7段、1959年5月には8段に列せられている。
晩年は自由闊達な性格と柔道家らしい風貌（現役時代の体重77kgに対し晩年は体重90kgまで増加していた）で親しまれ、仲間達からは“巌（がん）さん”と呼ばれ尊敬された。しかし1978年に突如病に倒れて長期の昏睡状態に陥り、その後意識を回復したものの言葉を発する事はできず車椅子での体力回復を図ったが、1982年に死去した。
講道館は広瀬の柔道界に対する永年の功績を讃え、亡くなる前日付で9段位を追贈している。